# Ковила поетична
Ковила́ поети́чна (Stipa poëtica) = ковила причорноморська (Stipa pontica P.A.Smirn.) — рідкісна багаторічна рослина родини тонконогових. Вид занесений до Червоної книги України у статусі «Вразливий». Протиерозійна культура.

## Опис
Трав'яниста рослина заввишки до 80 см, дернинний злак, гемікриптофіт. Стебла з дрібним опушенням під вузлами. Стеблові листки до 40 см завдовжки та до 1,8 мм завширшки, піхви гостро-шорсткі. Неплідні гони сизувато-зелені, за довжиною дорівнюють стеблу. Листкові пластинки знизу щетинисті, зверху дрібноволосисті; язички яйцеподібно-ланцетні. 
Суцвіття — волоть, що складається з 4-7 колосків. Знизу вона запушена щетинкоподібними волосками, на нижньому вузлі з пензликом волосків. Колоскові луски до 5-7,5 см завдовжки. Нижня квіткова луска 15-20 мм завдовжки, дві крайові смужки волосків на 1 мм не доходять до основи остюка, з трьох дорзальних смужок, середня значно довша за бокові. Остюк у нижній закрученій частині шорсткуватий, у верхній — пірчастий; гола частина остюка жовта.

## Екологія та поширення
Рослина світлолюбна і посухостійка. Трапляється у передгірських степах, характерна для угруповань типу шибляка (заростей сухих чагарників) і петрофітних дерниннозлакових фітоценозів. За сприятливих умов площа популяцій може сягати декількох гектарів, в такому разі ковила поетична навіть домінує (нерідко разом з ковилою Браунера), утворюючи суцільний покрив з дернин.
Квітне у травні, плодоносить у травні-червні. Розмножується насінням.
Ендемік Східного та Північного Причорномор'я з доволі вузьким ареалом. Вид розповсюджений на півдні Кримського півострова, на північних і західних схилах Кавказьких гір.

## Значення і статус виду
Як вузький ендемік ковила поетична страждає від господарської діяльності, яка знищує природні місця зростання. Найбільш негативно на чисельність популяцій впливають забудова, терасування схилів, лісоразведення, весняні пали і надмірне випасання худоби. За умови помірного випасання вид доволі стійкий. Крім того, ця рослина і сама здатна запобігати початковим стадіям ерозії, оскільки її щільні дернини добре утримують частки ґрунту. Ковила поетична охороняється в Карадазькому природному заповіднику.

## Синоніми
Вид вважається синонімічним Stipa pontica P.A.Smirn.